# Oreocarya spiculifera
Oreocarya spiculifera är en strävbladig växtart som beskrevs av Charles Vancouver Piper. Oreocarya spiculifera ingår i släktet Oreocarya och familjen strävbladiga växter. Inga underarter finns listade i Catalogue of Life.